# Kanton Châtellerault-Nord
Der Kanton Châtellerault-Nord war bis 2015 ein französischer Wahlkreis im Arrondissement Châtellerault, im Département Vienne und in der Region Poitou-Charentes; sein Hauptort war Châtellerault. Seine Vertreterin im Conseil Régional für die Jahre 2008–2015 war Valérie Champion. 
Der Kanton lag im Norden des Départements Vienne. Im Westen grenzt er an den Kanton Lencloître, im Norden an den Kanton Saint-Gervais-les-Trois-Clochers, im Osten an den Kanton Châtellerault-Ouest und im Süden an den Kanton Châtellerault-Sud. Er lag im Mittel 92 Meter über dem Meeresspiegel, zwischen 42 m in Châtellerault und 144 m in Saint-Sauveur.

## Gemeinden
Der Kanton bestand aus Teilen der Stadt Châtellerault und der Gemeinde Saint-Sauveur.
| Gemeinde      | Einwohner Jahr | Fläche km² | Bevölkerungsdichte | Postleitzahl | Code INSEE |
| ------------- | -------------- | ---------- | ------------------ | ------------ | ---------- |
| Châtellerault | 31262 (2013)   | –          | – Einw./km²        | 86100        | 86066      |
| Saint-Sauveur | 1073 (2013)    | –          | – Einw./km²        | 86100        | 86245      |

## Bevölkerungsentwicklung
| 1999   | 2006   |
| ------ | ------ |
| 14.812 | 16.070 |